# Постумија Нуова (Падова)
Постумија Нуова је насеље у Италији у округу Падова, региону Венето.
Према процени из 2011. у насељу је живело 99 становника. Насеље се налази на надморској висини од 41 м.